# Mechili
Mechili (àrab: المخيلي) és un petit poble del districte de Derna de la regió de la Cirenaica, Líbia i el lloc d'un antic fort turc. Es troba a gairebé 274 km a l'est de Bengasi

## Segona Guerra Mundial
- El gener de 1941, els britànics durant l'Operació Compass sota el comandament del general Richard O'Connor, després de prendre Tobruk el 22 de gener, va executar un atrevit moviment de flanqueig i va prendre Mechili a les forces italianes el 27 de gener.
- El 7 d'abril del mateix any, la Divisió blindada italiana Ariete va capturar la guarnició britànica a Mechili com a part de la primera ofensiva del tinent general alemany Erwin Rommel a través de Cirenaica amb l'objectiu d'encerclar les forces britàniques, i això va ajudar a capturar O' Connor prop de Derna el mateix mes.[2]
- El 18 de desembre de 1941, les forces britàniques van tornar a prendre Mechili com a part de l'operació Crusader.[3]
- A principis de febrer de 1942, les forces de Rommel van tornar a prendre Mechili com a part de la seva segona ofensiva a través de Cirenaica.[4]
- El novembre de 1942, les forces britàniques van ocupar Mechili per última vegada.[5]